# Октава (предприятие, конструкторское бюро)
АО "ОКБ «Октава» (полное наименование: АО Особое конструкторское бюро «Октава») — российское проектно-конструкторское бюро специализирующийся на изготовлении электроакустических преобразователей.

## Общая информация
Тульское Особое конструкторское бюро «Октава» создано приказом Министра промышленности средств связи № 125 от 15 февраля 1978 г. как специализированное предприятие по разработке и освоению новых электроакустических преобразователей и гарнитур всех видов связи для народного хозяйства и обороны страны.
ОКБ «Октава» создавалось на базе СКБ, входившего в состав завода «Октава» в качестве разрабатывающего подразделения. 
Организатором и первым руководителем СКБ как подразделения завода был специалист-акустик Петровский Валерий Дмитриевич.
Техническим директором (главным инженером) ОКБ «Октава» был Кузнецов Николай Антонович, который руководил ОКБ с 1978 г. по 1988 г.
Первые 10 лет работы (с 1978 г. по 1988 г.) начальником ОКБ согласно приказу Министра являлся директор завода «Октава»: сначала Макжанов Михаил Александрович, затем Трушин Эрнест Васильевич.
В 1988 году по инициативе Совета Трудового коллектива "ОКБ «Октава» были проведены выборы Генерального директора.
Первым генеральным директором ОКБ «Октава» был избран Хомяков Владимир Иванович с 1988 г. по 1996 г. 
В 1994 году предприятие реорганизовано в акционерное общество.
С 1996 по 2006 генеральным директором ОКБ «Октава» был Грибачев Валерий Леонидович.
В 2006 г. предприятие возглавила Грибачева Наталья Валерьевна. 
С 2015 г. по  июнь 2017г. генеральным директором являлась  Иванова Ирина Владиленовна. 
С июня 2017 г. генеральным директором стала Жилина Наталья Валерьевна.

## Важнейшие этапы истории ОКБ «Октава»
1978 г. – начало деятельности ОКБ «Октава» как самостоятельного предприятия. 
1979 г. – разработан, освоен в производстве самый массовый микрофон МД-201 для магнитофонов (более 1 млн. в год). 
1980 – 81 гг. – разработана, изготовлена и поставлена партия гарнитур ГБШ  для оснащения Центра Управления Космическими Полётами. Тульское ОКБ «Октава» отмечено памятной медалью ЦУПа. 
1981-82 гг. – созданы первые в стране акустические преобразователи для объектовых волоконно-оптических линий связи. 
1982-83 гг. – разработаны специальные сейсмоприёмники  для охраны Государственной границы. Получен пакет изобретений. 
1983 г. – выпущена линейка высококачественных динамических микрофонов для оснащения Кремля. 
1984-85 гг. – за разработку  и освоение специальных сейсмодатчиков 3 сотрудника ОКБ отмечены Государственными наградами. 
1985-86 гг. – разработана серия серьговых телефонов, головных телефонов и гарнитур системы  синхронного перевода речи, которыми оснащены залы Кремля и Дворца Съездов; 
– разработаны скрытоносимые приёмники индуктивной связи и обратимые преобразователи для системы охраны Президента; 
– разработаны миниатюрные приёмники для слуховых аппаратов. 
1986-87 гг. – созданы гарнитуры, встраиваемые в защитное снаряжение; 
– разработаны первые пьезоэлектрические вызывные приборы для абонентской телефонной техники;
– разработана серия электретных микрофонов для телефонной техники, слуховых аппаратов и правительственной связи. 
1987-88 гг. – созданы и внедрены впервые в стране устройства на массивных электретах. 
1988-89 гг. – разработаны базовые конструкции  миниатюрных электретных микрофонов. 
1990 г. – ведущие специалисты Грибачёв В.Л., Прибавченкова Л.В., Розин А.Г. награждены званиями Лауреатов Премии Совета Министров СССР в области науки и техники за разработку и внедрение в производство  высоких технологий электретирования и создание на их основе семейства  электретных микрофонов. 
1991-93 гг. – создан громкий телефонный   капсюль и на его основе аудиометрический телефон и гарнитуры для слабослышащих. 
1993-95 гг. – разработана и утверждена отраслевая комплексная программа по созданию акустической медицинской техники для слабослышащих;   
– создан первый в России внутриушной слуховой аппарат. 
1995 г. - специальные головные телефоны повышенной громкости в составе аппаратуры коррекции речи и обучения слабослышащих удостоены Диплома Международной Брюссельской выставки «Эврика-95». 
1996 г. – созданы пьезотелефоны, защищённые пакетами изобретений. 
1997-99 гг. – разработаны гарнитуры нового поколения для полевой связи, авиационного защитного снаряжения, шлемофонов для подвижной техники. 
1997 г. – Тульское ОКБ «Октава» награждено дипломом Всероссийского Выставочного Центра за участие и высокий технический уровень экспонатов медицинской акустической техники на выставке «Милосердие-97». 
1998 г. – разработан и освоен обратимый динамический преобразователь для отечественных радиостанций; 
– заместитель Генерального директора по научной работе Розин А.Г. избран членом-корреспондентом Академии инженерных наук РФ. 
1999 г. – создана, освоена и принята на снабжение МВД РФ серия гарнитур индуктивной связи для скрытоносимых радиостанций. 
2000 г. – создана, освоена и принята на снабжение МВД РФ серия гарнитур проводной связи для носимых и возимых радиостанций; 
– выполнена разработка гарнитуры радиосвязи для экипажей пилотируемого комплекса международной космической станции; 
– группа ведущих специалистов награждена нагрудным знаком «Почётный Радист РФ». 
2001-02 гг. – освоен выпуск серии гарнитур полевой связи; 
– выполнена разработка микрофонов, телефонов, гарнитур, устройств масочных микрофонных, телефонов защитного шлема для лётного снаряжения; 
– проведена разработка радиофицированной шлем-каски для войсковых тренажёров; 
– создан  компьютерный акустический измерительный комплекс. 
2002-2005 гг. - разработан микрофон для бортового устройства записи речевой информации; 
– созданы первые в стране гарнитуры и шлемофон с системой активного шумоподавления для аппаратных тактического звена; 
– освоен выпуск ряда гарнитур полевой связи, в том числе гарнитуры индуктивной связи, речевого пульта, гарнитур с мягким оголовьем, экранированных гарнитур; 
– разработана линейка акустических устройств  для интегрированного комплекса корабельной связи. 
2006 г. – выполнена инициативная разработка микрофонно-телефонной трубки и гарнитуры средней шумозащиты с нагрудным переключателем для  ряда радиостанций. 
2007 г. – освоены гарнитуры, встраиваемые в шлемы спецназа; 
– ОКБ «Октава» представлено в Золотой книге Тулы и Тульской области. 
2008 г.  – получена лицензия Роскосмоса на осуществление космической деятельности в части разработки и изготовления электроакустических устройств для пилотируемых космических объектов     и наземной космической инфраструктуры, пять сотрудников предприятия награждены медалями Федерации Космонавтики. 
2009 г. – налажен выпуск малогабаритных шумостойких микрофонов МДМ-13, МДМ-14; 
– освоено производство акустических устройств, встраиваемых в самолётные и вертолётные шлемы. 
– участие в  VIII выставке военной техники, технологий и вооружения сухопутных войск; 
– налажен серийный выпуск головных телефонов ТГ-27 на основе новых пьезотелефонных капсюлей.
2010 г. – участие в ряде крупных выставочных мероприятий, среди них: международная выставка «Связь-Экспокомм-2010», Вертолётный форум, Слёт любителей авиации СЛА; 
– завершена процедура добровольной сертификации и получен Сертификат соответствия, который удостоверяет соответствие системы менеджмента качества применительно к разработке и производству продукции ВВТ требованиям ГОСТ Р ИСО 9001-2008, стандартов СРПП ВТ, ГОСТ РВ 15.002-2003. Получено разрешение на применение знака соответствия системы менеджмента качества; 
– подготовлена  к выпуску новая микрофонно-телефонная гарнитура ГСШ-П-42. 
2011 г. – участие в ряде крупных выставочных мероприятий, среди них: выставка средств обеспечения безопасности государства «Интерполитех-2011», выставка продукции для всех видов транспорта «Электротранс», оперативный сбор руководящего состава ВВ МВД РФ; 
– освоены новые изделия, в том числе: шлемофоны лётные ШЛ-Л-82, гарнитуры ТМГ-49, новые модификации танковых шлемофонов ТШ-4, продолжает расширяться линейка шлемовых гарнитур ШГ. 
2012 г. – разработан конструктивный ряд пьезокерамических микрофонных и телефонных капсюлей МПК-2, МПК-3, ТПК-3; 
– участие в вертолётной выставке индустрии HeliRussia 2012; в выставке «Интерполитех-2012»; 
– освоен выпуск модификаций гарнитур контактного типа: ТМГК-1,ТМГК-2 и встраиваемая в любое защитное снаряжение гарнитура ТМГК-3. 
2013 г. – с репликами гарнитур для активного отдыха принято участие в форуме "Большие страйкбольные манёвры. Открытие 2013», получена высокая оценка качества гарнитур; 
– участие в выставке «Интерполитех-2013». 
2014 г. – участие в выставках «Материально-техническое обеспечение силовых структур», «Интерполитех-2014»,  в международной  научно-практической конференции МВД России. 
2015 г. – участие в спецпоказе техники на оперативно-стратегическом учении «Заслон–2015», в выставках «Интерполитех-2015», «Дни инноваций Министерства обороны Российской федерации» в Кубинке; 
– завершена модернизация гарнитуры прозвонки и проводной автономной связи ТМГ-22 в трёх модификациях 
2016 г. – участие в выставках «Комплексная безопасность-2016», «Интерполитех-2016»; 
– выпущена гарнитура для военно-спортивных игр ГНШ-П-24; 
– разработан динамический ларингофон ЛД-1 и авиационный ларингофон ЛА-6; 
– проведена унификация шлемовой гарнитуры ШГ-7 для всех типов радиостанций 
2017 г. –  разработаны телефоны для снегоболотоходов ТГ-32; 
– для использования в спецсвязи разработаны миниатюрные гарнитуры ТМГ-23 КС 
2018 г. - разработана гарнитура для логистических и call-центров ТМГ-63;  
- разработана и изготовлена контактная гарнитура ТМГК-5;   
- разработана активная гарнитура ГА-01, ГА-02 для защиты слуха и двухсторонней связи;   
- изготовлен облегчённый лётный шлемофон ШЛО-82 с сетчатым верхом и крючками для крепления кислородной маски;  
- участие в выставке "Интерполитех-2018"
2019 г. - участие в форуме "День передовых технологий правоохранительных органов РФ"
- участие в выставке "Интерполитех-2019"
- разработаны и внедрены активные наушники НА-02 для защиты слуха при взрывах и выстрелах 
- разработаны лёгкие наушники ТГ-34 для подключения к компьютеру  
- разработаны телефонная ТМГ-16 ДА  и ларингофонная ТЛГ-17  гарнитуры для пожарной маски

## Научно-технические достижения
Научно-технические достижения 80-х годов:
— разработана линейка профессиональных динамических микрофонов, в том числе ленточных, обеспечивающих высокое качество передачи звука и нашедших применение в правительственных учреждениях 
, на Красной Площади  и в Кремле , в телевизионных и радиостудиях , в том числе в Останкино ;
— на уровне мировой новизны, в сотрудничестве с Ленинградскими НИИ создана прогрессивная технология электретирования полимерных плёнок, разработаны высокопроизводительные автоматические установки; на этой технологической базе создано семейство электретных микрофонов, в том числе миниатюрных. Изделия и технологии защищены пакетом авторских свидетельств, запатентованы в ряде стран Европы, лицензия продана в Германию:
— впервые в стране в конструкции ЭАП внедрены высокоэффективные магниты (с направленной кристаллизацией, самарий-кобальтовые, бескобальтовые на основе сплава неодим-железо-бор), позволившие повысить их технический уровень при уменьшении габаритов;
— решена задача импортозамещения миниатюрных преобразователей для отечественных слуховых аппаратов, разработаны и внедрены в производство миниатюрные микрофоны серии М и телефоны серии ТЭМ;
— выполнены разработки серии облегчённых гарнитур для Центра управления космическими полётами 
, для диспетчерских служб гражданской авиации 
, для междугородней телефонной связи ;
— разработана линейка малогабаритных шумостойких микрофонов серии МДМ для специальной связи систем «Кавказ», «Абонент», «Интерьер», «Исполком» и др., а также авиационно-космической, наземной, бортовой и полевой связи;
— в сжатые сроки выполнено важное правительственное задание по созданию специальных сейсмодатчиков для систем охраны границ ; разработки защищены пакетом изобретений и отмечены правительственными наградами;
— создание преобразователей и гарнитур бортовой авиационной связи, работающих в повышенных шумах до 115 дБ для ВВС и гражданской авиации, в том числе микрофонов для бортовых «чёрных ящиков» 
— впервые в стране созданы скрытоносимые акустические приёмники типа «ушная вставка» и обратимые преобразователи для так называемой «системы охраны президента» , давшие существенный импульс развития оконечных акустических устройств специальной связи.
Научно-технические достижения 90-х годов:
— создано, защищено патентами и развито новое для страны направление электроакустических преобразователей на пьезокерамике (вызывные приборы для тонального вызова в телефонии, пьезомикрофоны для замены угольных и для работы в жёстких условиях эксплуатации, пьезотелефоны облегчённой конструкции для спецсвязи);
преобразователи для защищённой и вокодерной связи;
— на уровне изобретений усовершенствованы пассивные шумозаглушающие устройства, позволившие на один класс повысить разборчивость речи в высоких шумах, созданы опытные образцы систем активного шумоподавления впервые в стране;
— разработаны преобразователи и гарнитуры встраиваемые в защитное снаряжение для водолазной, авиационной и бронетехники;
— создана и принята на снабжение серия гарнитур, отвечающая требованиям современной экипировки наземных войск;
— разработаны более совершённые ларингофоны (электромагнитные, пьезоэлектрические, электретные) и гарнитуры на их основе для работы в шумах 120—130 дБ с чувствительностью, вдвое превышающей ранее существовавшие;
— разработаны высококачественные конденсаторные микрофоны, выпускающиеся в настоящее время заводом «Октава»;
— впервые в России разработаны внутриушные слуховые аппараты на отечественной элементной базе, защищённые свидетельствами на полезные модели и
обеспечивающие импортозамещение;
— создан громкий телефонный капсюль, защищённый патентом, и на его основе аудиометрические телефоны, головные телефоны и гарнитуры для классов обучения и коррекции речи слабослышащих с поставкой в Россию, Белоруссию, Украину, Венгрию;
— в инициативном порядке разработано семейство гарнитур индуктивной и проводной связи для носимых (в том числе скрытоносимых) и возимых радиостанций в качестве аксессуаров, расширяющих функциональные возможности радиостанций, принятые на снабжение МВД РФ;
— для обеспечения собственных потребностей и нужд производства завода «Октава» разработаны специальные акустические измерительные приборы (малая акустическая камера, «искусственное ухо», «искусственный рот», «калиброванный источник звука»), обеспечивающие импортозамещение.

## Развитие научно-технической базы
Развитие научно-технической базы шло по нескольким направлениям:
— структурное развитие (создание научно-тематических и конструкторских подразделений, укрепление опытного производства, создание метрологической, патентно-информационной службы, качества и испытательной базы);
— кадровое развитие (молодые специалисты из Московского и Горьковского университетов, Рязанского и Таганрогского радиоинститутов, акустики из ЛИКИ и ЛЭТИ, конструкторы и технологи из Тульского политехнического института), численность в годы максимального развития до 400 человек, в том числе 5 кандидатов наук;
— создание новых технологий и оснащение ими (опрессовка диафрагм и совмещённая намотка, электретирование, акустические измерения и автоматизация сборки и контроля, создание автоматизированных рабочих мест, новые информационные технологии на базе ПК);
разработка и использование новой элементной базы (специальные микросборки и микросхемы, новые плёнки для подвижных систем, высокоэффективные магниты, пьезоэлементы, шнуры, амбушюры из латекса).
— работы по стандартизации (10 государственных стандартов);
— формирование портфеля изобретений (более 50 основных и более 100 дополнительных патентов на изобретения и полезные модели);
— публикации, участие в выставках и конференциях.
В последние годы развитие научно-технической базы строилось на основе внедрения компьютерной техники (35 рабочих мест), машинного изготовления КД и ТД, компьютеризации измерений, хранения КД на магнитных носителях, создания своей испытательной базы.

## Публикации об АО ОКБ «Октава»
1. Справочник «Предприятия ОПК России». Изд. Центра анализа мировых рынков вооружений. Москва, 2001 г.
2. «Средства связи, телевидения и радиовещания». Номенклатурный каталог. Издание РАСУ, Москва, 2001 г.
3. Энциклопедия «Военно-промышленный комплекс». Издательство «Военный парад», Москва, 2005 г.
4. «Связь и автоматизация МВД России». Тематический сборник. Издатель «Информационный мост», Москва, 2005 г.
5. «Связь в вооружённых силах Российской Федерации 2006». Тематический сборник. Издатель «Информационный мост», Москва, 2006 г.
6. Энциклопедия «Связь России». Издательство «Столичная энциклопедия», Москва, 2007 г.
7. «Радиоэлектронная промышленность России» под общей редакцией Минаева В. Н. ООО "ИД «Военный парад», Москва, 2010

## Награды
Достижения предприятия неоднократно отмечались дипломами и наградами.
Диплом выставочного комитета ВВЦ за выставку «Милосердие-97» (1997 г.),
Платиновая Звезда международного комитета по присуждению наград за качество в Мадриде присуждена ОКБ «Октава» за высокое качество образцов и научных разработок, демонстрировавшихся в 1997-98 гг.
Участие в международных выставках: «Индустрия-99» в Венгрии (Будапешт, 1999 г.), «Евротек-98» в Брюсселе 1998 г., в Бахрейне (1998 г.), в Китае (Шанхай, 1998 г.), Hannover Messe-2005 , ежегодных международных выставках в Москве по связи, безопасности и медицинской технике.